# Enfances Familles Générations
 (novembre 2018).
Si vous disposez d'ouvrages ou d'articles de référence ou si vous connaissez des sites web de qualité traitant du thème abordé ici, merci de compléter l'article en donnant les références utiles à sa vérifiabilité et en les liant à la section « Notes et références ».
Enfances Familles Générations (EFG) est une revue scientifique internationale diffusée uniquement par voie électronique en accès libre sur les portails d’Érudit et de OpenEdition Journals. Publiée trois fois par année depuis 2017 (deux fois par an auparavant), la revue présente des articles inédits révisés par les pairs destinés au transfert des connaissances issues de la recherche. Les bureaux d'EFG sont situés au Centre Urbanisation Culture Société de l'Institut national de la recherche scientifique (INRS-UCS) à Montréal.

EFG a pour mission d’éclairer les dynamiques sociales complexes que suscitent les transformations profondes de la famille et les rapports de générations partout dans le monde. Elle vise à documenter autant les dynamiques interindividuelles au sein de la famille, que les liens qu’elle entretient avec son environnement économique, social, politique, juridique et culturel.

Chaque numéro présente des contributions issues de plusieurs disciplines (sociologie, anthropologie, histoire, droit, démographie, sexologie, travail social et autres) et de divers pays. Les numéros thématiques sont sous la direction de rédactrices et de rédacteurs invité.es. En conformité avec les normes reconnues dans le domaine scientifique, tous les manuscrits soumis à EFG sont acceptés ou refusés sur la recommandation de la direction après avoir été évalués à l'aveugle par deux ou trois lecteurs externes. Les numéros contiennent généralement 12 articles, dont un article d’introduction, 6 à 9 articles thématiques et 2 ou 3 articles hors thème.

En plus d’être disponible sur Érudit, sur le site internet de la revue et sur Open EditionJournals, la revue est indexée dans Academia, BASE, Contemporary Science Association (dont Scientific Publications Index; Scientific Resources Database; Recent Science Index, etc.), Directory of Open Access Journals (DOAJ), EBSCO (Socindex with Full Text), Google Scholar, Isidore, Repère, Scopus et Worldcat. EFG a aussi des comptes Facebook, Instagram et Twitter où sont diffusées les activités de la revue.

## Historique
Fondée en 2004 et dirigée jusqu’en 2007 par Gilles Pronovost, professeur à l’Université du Québec à Trois-Rivières et directeur du Conseil de développement de la recherche sur la famille au Québec (CDRFQ), la revue a été dirigée par Alain Roy et Hélène Belleau de 2007 à 2009.  En 2009, EFG a été formellement affiliée au Centre Urbanisation Culture Société de l’Institut national de la recherche scientifique. En 2010, la revue est sous la direction de Hélène Belleau. Depuis 2013, la revue est dirigée par Laurence Charton et Hélène Belleau en est la directrice adjointe.

## Comité de rédaction national
Directrice :
Laurence Charton, INRS-Urbanisation, Culture et Société
Membres :
Anne Calvès, Université de Montréal, Canada
Aline Charles, Université Laval, Canada
Laurence Charton, Institut national de la recherche scientifique, Canada
Josée Chénard, Université du Québec en Outaouais, Canada
Mireille De La Sablonnière-Griffin, Institut national de la recherche scientifique et Université du Québec en Abitibi-Témiscamingue, Canada
Elsa Galerand, Université du Québec à Montréal, Canada
Marianne Kempeneers, Université de Montréal, Canada
Sylvie Lévesque, Université du Québec à Montréal, Canada
Mélanie Méthot, University of Alberta, Canada
Dominique Morin, Université Laval, Canada
Maude Pugliese, Institut national de la recherche scientifique, Canada
Majella Simard, Université de Moncton, Canada

## Comité international
Membres:
Alessandra de Andrade Rinaldi, Université Fédérale Rurale de Rio de Janeiro, Brésil
Marina Rezende Bazon, Universidade de São Paulo, Brésil
Thierry Blöss, Université d’ Aix-Marseille, France
Danielle Boyer, Caisse nationale d’allocations familiales, France
Yvan Droz, Institut de hautes études internationales et du développement, Suisse
Anne Gauthier, Netherlands Interdisciplinary Demographic Institute, Pays-Bas
Caroline Henchoz, Université de Fribourg, Suisse
Didier Le Gall, Université de Caen Basse-Normandie, France
Agnès Martial, Centre national de la recherche scientifique, France
Laura Merla, Université catholique de Louvain, Belgique
Elsa Ramos, Université Paris Descartes, France
Jean-Louis Renchon, Université catholique de Louvain, Belgique
Anne Thevenot, Université de Strasbourg, France
Veronica Tichenor, State University of New York, États-Unis
David G. Troyansky, Brooklyn College, États-Unis

## Parutions
N°38 (2021) - Droits et devoirs procréatifs: des normes et des pratiques (sous la direction Irène-Lucile Hertzog et Marie Mathieu)
N°37 (2021) - Penser les « origines » dans les familles contemporaines : perspectives internationales (sous la direction d'Agnès Martial, Isabel Côté et Kévin Lavoie)
N°36 (2020) - Famille, vieillissement, territoire et innovation sociale (sous la direction de Majella Simard, Marco Alberio et Gérard-François Dumont)
N°35 (2020) - Comprendre les politiques familiales d'aujourd'hui: Évolutions et enjeux (sous la direction de Gilles Séraphin et Nathalie St-Amour)
N°34 (2019) - Nouvelles frontières de l'intimité conjugale et familiale (sous la direction de Chiara Piazzesi, Martin Blais et Hélène Belleau)
N°33 (2019) - Le corps politique de l'enfant : Dispositifs de recherche, dispositifs d'intervention (sous la direction de Nicoletta Diasio, Régine Sirota et Louise Hamelin Brabant)
N°32 (2019) - Place et incidence des animaux dans les familles (sous la direction d'Antoine Doré, Jérôme Michalon et Teresa Libano Monteiro)
N°31 (2018) - Que font les familles à l'ère du numérique? Technologies socionumériques et liens familiaux, conjugaux et intergénérationnels (sous la direction de Sylvie Jochems, Claire Balleys et Olivier Martin)
N°30 (2018) - Explorer la ville - Le rapport aux espaces publics des enfants et des adolescents (sous la direction de Nadja Monnet et Mouloud Boukala)
N°29 (2018) - Les temps des familles (sous la direction de Benoît Hachet et Gilles Pronovost)
N°28 (2017) - Gestion familiale et sociale des problèmes de santé (sous la direction de François Aubry)
N°27 (2017) - Âges de vie, genre et temporalités sociales (sous la direction d'Aline Charles, Laurence Charton et David Troyansky)
N°26 (2017) - Familles, hommes et masculinités (sous la direction de Sacha Genest Dufault et Christine Castelain Meunier)
N°25 (2016) - Enfance et famille autochotones (sous la direction de Christiane Guay et Sébastien Grammmond)
N°24 (2016) - Fin de vie et mort: quelles répercussions sur les relations familiales? (sous la direction de Diane Laflamme et Joseph Josy Lévy)
N°23 (2015) - Homoparentalités, transparentalités et manifestations de la diversité familiale: les défis contemporains de la parenté (sous la direction de Martine Gross et de Marie-France Bureau)
N°22 (2015) - Des violences conjugales aux violences intrafamiliales: quelles définitions pour quelles compréhensions du problème? (sous la direction de Marylène Lieber et Marta Roca i Escoda)
N°21 (2014) - Parenté et techniques de reproduction assistée : les enjeux contemporains au regard du genre (sous la direction de Jérôme Courduriès et Cathy Herbrand)
N°20 (2014) - Transmission à rebours, filiation inversée, socialisation ascendante : regards renversés sur les rapports de générations (sous la direction de Delphine Lobet et Lidia Eugenia Cavalcante)
N°19 (2013) - La migration des jeunes : quelles mobilités? Quels ancrages? (sous la direction d'Emmanuelle Maunaye)
N°18 (2013) - Articulation travail-famille : une entrée par les groupes professionnels (sous la direction de Bernard Fusulier et Diane Gabrielle-Tremblay)
N°17 (2012) - Regards croisés sur la mixité conjugale (sous la direction de Josiane Le Gall et Catherine Therrien)
N°16 (2012) - L'éducation familiale visant à soutenir les parents et les enfants vivant des contextes de risque (sous la direction de Marei-Christine Saint-Jacques, Daniel Turcotte et Nathalie Oubrayrie-Roussel)
N°15 (2011) - La famille, enjeu de société (sous la direction de Françoise-Romaine Ouellette)
N°14 (2011) - La loi, l'engendrement, la filiation (sous la direction de Marie-Blanche Tahon)
N°13 (2010) - Expériences temporelles du vieillir (sous la direction de Monique Membrado)
N°12 (2010) - L’enfant et la ville (sous la direction de Marie-Soleil Cloutier et Juan Torres)
N°11 (2009) - L’expérience paternelle entourant la naissance d'un enfant : contextes sociaux et pratiques professionnelles (sous la direction de Carl Lacharité)
N°10 (2009) - Hors thème (sous la direction d’Alain Roy)
N°9 (2008) - Scènes de transition de la vie conjugale(sous la direction de Renée B. Dandurand et Roch Hurtubise)
N°8 (2008) - Le mode de vide des familles de banlieue : mobilité, intégration, sociabilité et différences entre les générations(sous la direction d’Andrée Fortin et Carole Després)
N°7 (2007) - La mémoire familiale. Les histoires de famille et les généalogies au XXIe siècle (sous la direction de Denise Lemieux et Éric Gagnon)
N°6 (2007) - Familles immigrantes récentes et relations intergénérationnelles (sous la direction de Josiane Le Gall)
N°5 (2006) - Évolution des normes juridiques et nouvelles formes de régulation de la famille(sous la direction d’Alain Roy)
N°4 (2006) - La conciliation famille-travail : perspectives internationales (sous la direction de Diane-Gabrielle Tremblay et Jens Thoemmes)
N°3 (2005) - Paternité : bilan et perspective (sous la direction de Carl Lacharité et Anne Quéniart)
N°2 (2005) - La famille et l’argent (sous la direction de Hélène Belleau et Françoise-Romaine Ouellette)
N°1 (2004) - Regards sur les parents d’aujourd’hui (sous la direction de Gilles Pronovost)

## Comptes rendus
Des comptes rendus d'ouvrages récents en lien avec les thèmes d'EFG sont publiés et mis en ligne sur le site de la Revue. Une liste d'ouvrages disponibles est proposée aux rédacteurs et aux rédactrices, mais ces dernier.ères peuvent également en suggérer. L'ouvrage en question doit avoir été publié il y a moins de 5 ans. Les comptes rendus comprennent généralement entre 7 000 et 10 000 caractères, espaces compris, soit 2 à 3 pages.
2020
Par Camille Biron-Boileau: Bessière, C. et S. Gollac. 2020. Le genre du capital. Comment la famille reproduit les inégalités, Paris, La Découverte, 336 pages,  (ISBN 9782348044380)
Par Julien Mongeon Gauthier: Françoise Le Borgne-Uguen, F. Douguet, G. Fernandez, N. Roux et G. Cresson (dir.). 2019. Vieillir en société. Une pluralité de regards sociologiques